# АЕС Пало-Верде
33°23′21″ пн. ш. 112°51′54″ зх. д. / 33.3892° пн. ш. 112.865° зх. д.
АЕС Пало Верде (англ. Palo Verde Nuclear Generating Station) — діюча атомна електростанція на південно-заході США (штат Аризона). Це найбільша атомна станція в США (3 енергоблоки по 1400 МВт), що забезпечує електроенергією міста з населенням майже 4 мільйони осіб.
Станція розташована в сел. Вінтерсбург округу Марікопа штату Аризона, в 80 км на захід від м. Фінікс. Названа за іменем сел. Пало Верде, хоча розташована поблизу іншого населеного пункту.

## Будівництво
Будівництво станції почалося в 1976 році, введена в експлуатацію вона була в 1988 році. 
АЕС має 3 енергоблоки з реакторами з водою під тиском (PWR) американської фірми Combustion Engineering потужністю 1400 МВт кожен.
Цікавим моментом є використання в якості охолоджуючої води стічних вод найближчих муніципалітетів, а в сезон дощів — вод річки Хіла (приплив Колорадо). Це відбувається внаслідок того, що АЕС розташована в пустелі. АЕС Пало Верде — єдина атомна станція в світі, не розташована біля великого водоймища.
21 квітня 2011 р. NRC поновила експлуатаційні ліцензії на три реактори Пало Верде, продовживши термін їх служби з сорока до шістдесяти років. Реактори прослужать до 2045-2047 років.

## Інформація про енергоблоки
| Енергоблок   | Тип реакторів           | Потужність | Потужність | Початок будівництва | Фізпуск    | Підключення до мережі | Введення в експлуатацію | Закриття |
| Енергоблок   | Тип реакторів           | Чистий     | Брутто     | Початок будівництва | Фізпуск    | Підключення до мережі | Введення в експлуатацію | Закриття |
| ------------ | ----------------------- | ---------- | ---------- | ------------------- | ---------- | --------------------- | ----------------------- | -------- |
| Пало Верде-1 | PWR, CE (2-loop) DRYAMB | 1311 МВт   | 1414 МВт   | 25.05.1976          | 25.05.1985 | 10.06.1985            | 28.01.1986              | —        |
| Пало Верде-2 | PWR, COMB CE80 DRYAMB   | 1314 МВт   | 1414 МВт   | 01.06.1976          | 18.04.1986 | 20.05.1986            | 19.09.1986              | —        |
| Пало Верде-3 | PWR, COMB CE80 DRYAMB   | 1312 МВт   | 1414 МВт   | 01.06.1976          | 25.10.1987 | 28.11.1987            | 08.01.1988              | —        |